# موریل ملون
موریل ملون (به انگلیسی: Muriel Mellon) (زادهٔ ۱۴ ژوئن ۱۹۲۸) شناگر اهل ایالات متحده آمریکا است.